# Taubenweste

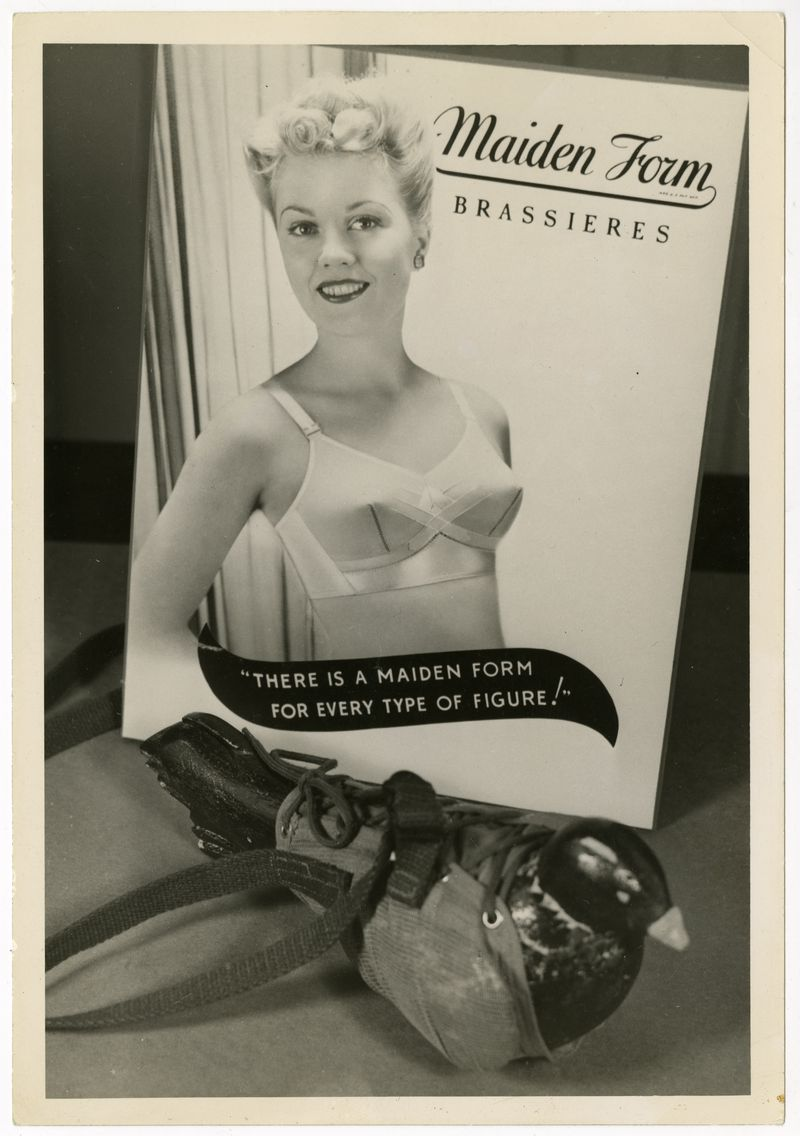
Taubenweste mit Model, im Hintergrund eine Werbeanzeige von Maidenform mit dem Slogan: "Es gibt einen Maidenform(-BH) für jeden Figurtyp."

Die Taubenweste, auch Tauben-Büstenhalter, war eine während des Zweiten Weltkriegs von den Streitkräften der USA eingesetzte Stoffweste für Brieftauben. Produziert wurden sie von dem Wäschehersteller Maidenform, der eigentlich Büstenhalter herstellte.

## Brieftauben im Zweiten Weltkrieg
Auch im stark technisierten Zweiten Weltkrieg kamen noch Brieftauben als Mittel der Kriegsführung zur Übertragung von Nachrichten zum Einsatz. Die Taube transportierte Nachrichten in einer winzigen Kapsel, die an ihrem Bein befestigt war. Die Kapseln konnten Nachrichten, Blutproben oder sogar kleine Kameras enthalten. Oft waren diese Brieftauben die einzige Form der Kommunikation.  Mehr als 95 % der von ihnen beförderten Nachrichten wurden erfolgreich zugestellt. Aufgrund ihrer offensichtlichen Notwendigkeit für die Kriegskommunikation wurden im Zweiten Weltkrieg etwa 56.000 Brieftauben für Kriegseinsätze ausgebildet. Dies war der Höhepunkt des Einsatzes von Brieftauben.
Die durchschnittliche Geschwindigkeit der Tauben betrug 50 Meilen pro Stunde und ihre durchschnittliche Flugdistanz 25 Meilen, obwohl sie bis zu 2.000 Meilen weit fliegen konnten. Sie verhalfen nicht nur zu taktischen Erfolgen, sondern retteten auch viele Menschenleben. Zweiunddreißig Tauben erhielten Medaillen für ihren Einsatz im Zweiten Weltkrieg. Eine dieser Tauben wurde G.I. Joe genannt. Sie überbrachte eine Nachricht zur Absage eines Bombenangriffs und rettete so das Leben von etwa 1.000 alliierten Soldaten.

## Aufbau der Taubenweste
Die Taubenweste, umgangssprachlich auch Tauben-BH genannt, war eine Weste zum Schutz von Brieftauben, die die Brust von Fallschirmjägern geschnallt wurden und zusammen mit diesen absprangen. Sobald die Fallschirmjäger hinter den feindlichen Linien auf dem Boden landeten, ließen sie die Tauben frei, damit sie losfliegen und wichtige Nachrichten überbringen konnten.
Die Weste bestand aus porösem Material mit einem dichter gewebten Stoff darunter, damit die Krallen der Taube das Gewebe nicht beschädigen konnten. Sie enthielt auch einen verstellbaren Gurt, mit den sich die Fallschirmjäger über die Brust schnallen konnten. Die Weste war an den Körper der Taube angepasst, so dass Kopf, Hals, Flügelspitzen, Schwanz und Füße frei lagen. Die Weste wurde an der Außenseite der Jacke des Fallschirmjägers befestigt. Die Taube sollte nicht länger als sechs Stunden in der Weste aufbewahrt werden.

## Produktion
Verantwortlich für die Taubenwestenproduktion war der Wäschehersteller Maidenform, der sich auf die Produktion von Büstenhaltern (BHs) spezialisiert hatte. Während des Zweiten Weltkriegs setzte das Unternehmen zunächst seine zivile Produktion von BHs fort, später wurde jedoch ein Teil der Produktionskapazität auf Kriegswirtschaft umgestellt und Fallschirme und Taubenwesten hergestellt. Am 22. Dezember 1944 erklärte sich Maidenform bereit, 28.500 Taubenwesten für die US-Regierung zu produzieren.